# Arthur Heffter

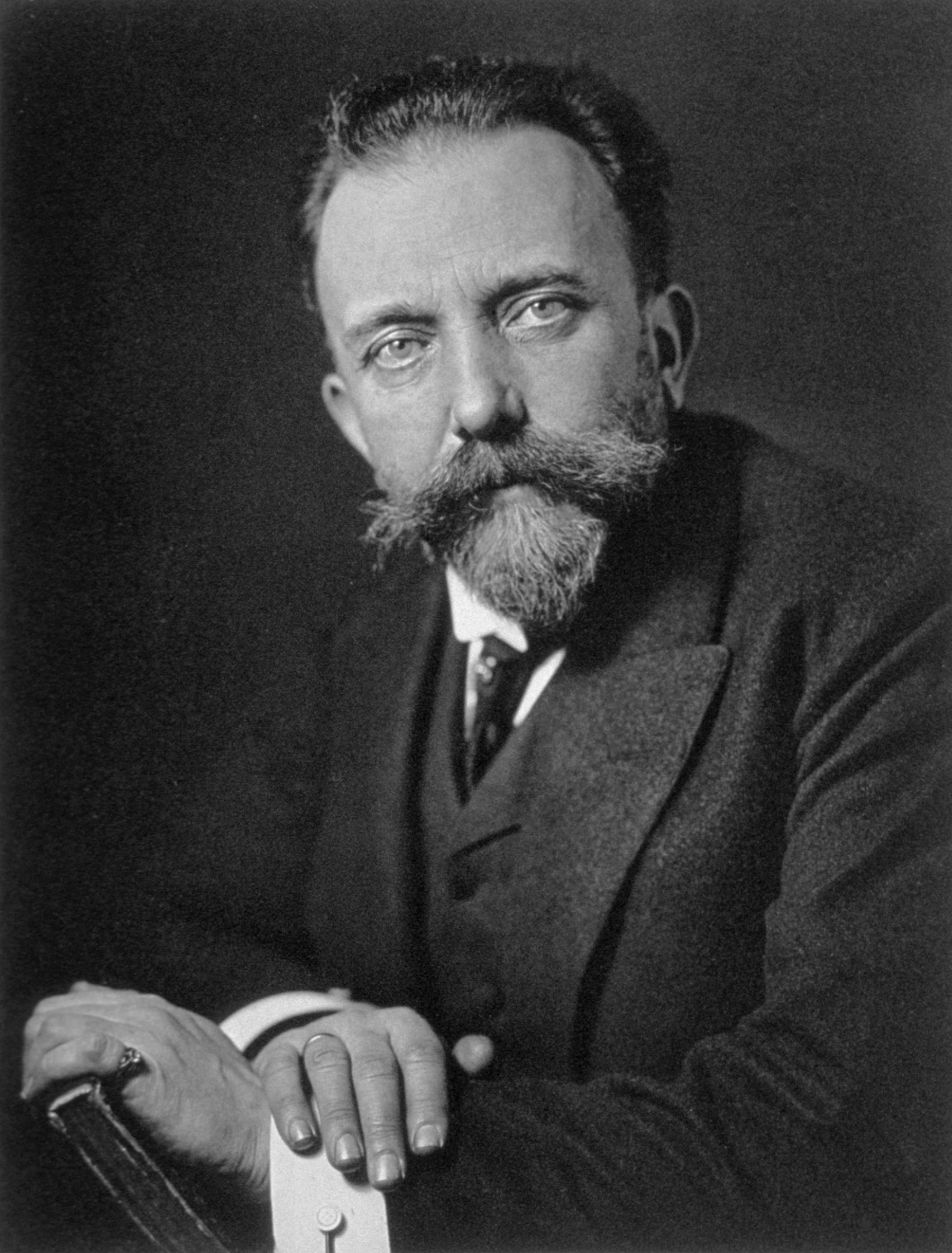
Arthur Carl Wilhelm Heffter

Arthur Carl Wilhelm Heffter (* 15. Juni 1859 in Leipzig; † 8. Februar 1925 in Berlin) war ein deutscher Pharmakologe und Chemiker. 

## Leben
Er studierte Chemie  und wurde 1883 bei Heinrich Limpricht an der Universität Greifswald mit der Arbeit Einige neue Schwefelverbindungen aus p-Toluidin promoviert. Er isolierte 1897 das Meskalin aus dem Peyotekaktus. Dies war die erste Isolation einer natürlich vorkommenden psychedelischen Substanz in reiner Form. Ferner war er Professor und von 1922 bis 1923 Rektor der Friedrich-Wilhelms-Universität, der späteren Humboldt-Universität zu Berlin. 

## Werke
- Die Auffindung von Arzneimitteln : Festrede, geh. am Stiftungstage der Kaiser Wilhelms-Akademie für das Militärärztliche Bildungswesen, 2. Dezember 1913. - Berlin : Hirschwald, 1914. Digitalisierte Ausgabe der Universitäts- und Landesbibliothek Düsseldorf
- Die chronische Bleivergiftung im Maler-Gewerbe : Vortrag, geh. in der Sitzung der Sektion der Schweizerischen Vereinigung zur Förderung des internationalen Arbeiterschutzes, am 3. November 1903. 1903  (Digitalisat)
- Handbuch der experimentellen Pharmakologie. 2,2. Atropingruppe - Nicotin, Coniin, Piperidin ... Berlin, Springer, 1924 (Digitalisat).
- Handbuch der experimentellen Pharmakologie. 3,1. Die osmotischen Wirkungen - schwer resorbierbare Stoffe - Zuckerarten und Verwandtes ... Berlin, Springer, 1927 (Digitalisat).
- Handbuch der experimentellen Pharmakologie. 3,3. Chrom - Metalle der Erdsäuren (Vanadium, Niobium, Tantal) - Titanium ... Berlin, Springer, 1934 (Digitalisat).
- Handbuch der experimentellen Pharmakologie. 3,4. Seltene Erdmetalle, Molybdän und Wolfram, Wismut.  Berlin, Springer, 1935 (Digitalisat).

## Handbuch der experimentellen Pharmakologie
1919 begründete er das Handbuch der experimentellen Pharmakologie im Springer-Verlag, von dem 1920 bis 1935 drei Bände in 7 Teilbänden erschienen. Ab 1935 erschien mit neuer Bandzählung ein Ergänzungswerk, herausgegeben von Wolfgang Heubner und Josef Schüller. Dort erschien auch 1937 das klassische Werk General Pharmacology von A. J. Clark, das noch 1970 und 1973 nachgedruckt wurde. 1950 erschien mit Band 10 die Fortsetzung, herausgegeben von Oskar Eichler (bis 1978). Ab Band 11 von 1955 war Alfred Farah Mitherausgeber und ab 1963 Hans Herken und Arnold D. Welch. 1975 wurde Gustav Victor Rudolf Born Mitherausgeber. Ab Band 50 (1978) war der englische Titel Handbook of Experimental Pharmacology an erster Stelle. Ab Band 82 (1987) entfiel der deutsche Untertitel und neben Born und Herken wurden nach Ausscheiden von Farah und Welch Pedro Cuatracasas und A. Schwartz (Cincinnati) Herausgeber. Bis 1992 erschienen 103 Bände.